# Dsjamolidin Abdusjaparov
Dsjamolidin Abdusjaparov (usbekisk: Jamolidin Mirgarifanovich Abdujaparov ; født 28. februar 1964 i Tasjkent, Usbekiske SSR, USSR) er en tidligere professionel landevejscykelrytter fra Usbekistan.
Abdusjaparov gjorde sig mest kendt som en kompromisløs sprinter og havde kælenavnet "The Tashkent Terror". Hans dristige spurter gjorde også at han var indblandet i mange styrt. En af de mere berømte skete under den sidste etape af Tour de France i 1991 hvor han styrtede på opløbet til Champs-Élysées i Paris.
Sammen med Mark Cavendish, Eddy Merckx og Laurent Jalabert er han eneste cykelrytter som har vundet pointkonkurrencen i alle tre Grand Toure.
Han vandt tilsammen 11 etaper i Tour de France og den grønne pointtrøje 3 gange.